# Aimi Yoshikawa
Aimi Yoshikawa (Yoshikawa Aimi (吉川あいみ?), n. 15 de marzo de 1994, Prefectura de Kanagawa) es una actriz pornográfica, AV Idol y modelo japonesa.

## Trabajos

### Vídeos de imagen
2012
- 新星 Debut

2013
- 初脱ぎ娘 Aimi Yoshikawa 吉川あいみ HD MOVIE
- 湯・美人 Vol.03
- Aimi Hカップのエッチ美少女
- エロキュート

2014
- 吉川あいみはオレのカノジョ。

2015
- 新・湯女ごころ
- Colors ～WATER～
- JIPPER 吉川あいみ
- Naked ～吉川あいみ～

2016
- Naked collection